# Pénestin
Pénestin è un comune francese di 1 910 abitanti situato nel dipartimento del Morbihan nella regione della Bretagna.

## Società

### Evoluzione demografica
Abitanti censiti